# 平气和定气
- 立春
- 雨水
- 惊蛰
- 春分
- 清明
- 谷雨
- 立夏
- 小满
- 芒种
- 夏至
- 小暑
- 大暑
- 立秋
- 处暑
- 白露
- 秋分
- 寒露
- 霜降
- 立冬
- 小雪
- 大雪
- 冬至
- 小寒
- 大寒

平气（又名恒气、常气）和定气是东亚文化圈所用的夏曆中推算节气的两种方法。平气将太阳周年视运动（相当于地球绕日公转）视为匀速，节气之间的时间相等；定气根据太阳的实际位置确定，节气之间的黄道经度相等。夏曆最初采用平气，隋朝刘焯已提出定气，但中国直到清初《時憲曆》、日本直到《天保曆》才正式改用定气註曆。平气改定气是夏曆曆法史上最重大的改革之一，對置閏規則影响深远。

## 定义
将岁实（回归年）长度平均分割，根据时间来确定节气，称为平气。若回归年取{\displaystyle 365{\frac {1}{4}}}日，则两分两至之间各相差{\displaystyle 91{\frac {5}{16}}}日，八节之间各相差{\displaystyle 45{\frac {21}{32}}}日，二十四节气之间各相差{\displaystyle 15{\frac {7}{32}}}日。将太阳周年视运动轨迹平均分割，根据日躔行度（黄经）来确定节气，称为定气。两分两至之间各相差90度，八节之间各相差45度，二十四节气之间各相差15度。

地日运动的速度变化方式

若太阳在黄道上匀速运动，则平气和定气是一致的。但实际上，根据开普勒第二定律，地球在太阳上运动的角速度不断变化，在近日点时移动最快，在远日点时移动最慢。在各个平气之间，太阳运动经过的角度是不相等的。在各个定气之间，天数是不相等的：冬至前后，地球处于近日点附近，两个节气相距只有14天多；夏至前后，地球处于远日点附近，两个节气之间最多超过16天。:992
与平气相比，定气的日期计算不便，但可以准确反映太阳的实际位置，尤其是春分和秋分：按照定气算，定春分和定秋分确实为昼夜平分之日；按照平气算，平春分前两天、平秋分后两天才是昼夜平分之日。:992

## 历史

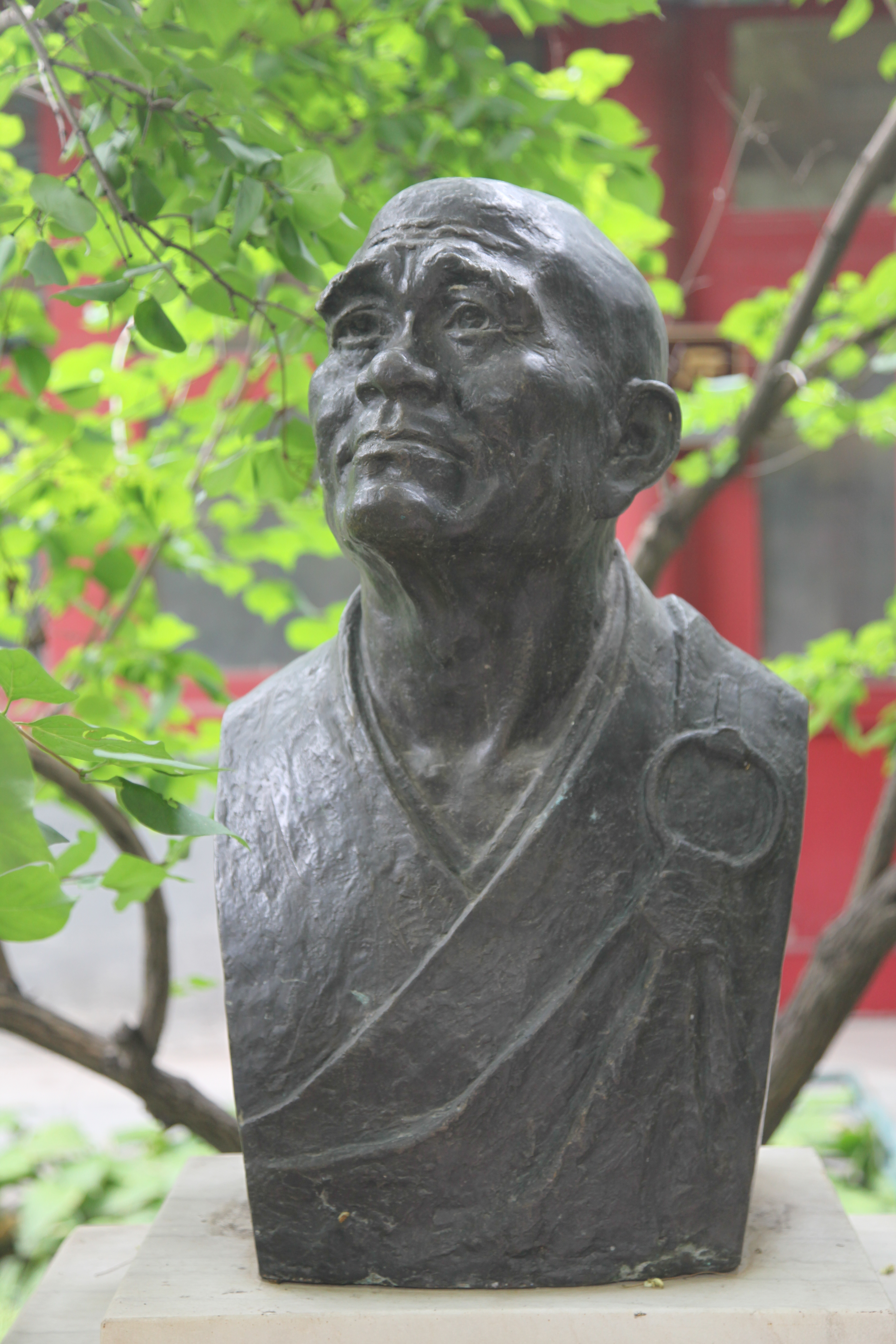
僧一行像

中国古代曆法最初采用平气。北齐张子信发现日行有盈缩（太阳运动有快慢），从平春分至平秋分较慢，从平秋分到平春分较快。隋朝刘焯受到张子信及其弟子刘孝孙学说的影响，在太阳运动不匀速的基础上，提出定气的概念：例如，定春分为冬至后88天多，夏至前93天多，这一天昼夜真正平分。但刘焯没能正确认识太阳运动速度的变化规律，因此其《皇極曆》对定气的推算有较大偏差。唐朝僧一行对日行盈缩规律的认识较为准确，指出日行速度连续变化，在冬至时运行最快，夏至时运行最慢。其《大衍曆》已具备较为准确的計算日行轨迹的方法，用以推算朔望、日食、月食时刻，但曆書中的二十四节气仍采用平气。此后的曆法都清楚定气的概念，但註曆均用平气。:991-992,514-515,1048-1051
明末清初，西学东渐，使用平气还是定气註曆成為中西曆爭中的焦点。清顺治二年（1645）《時憲曆》正式改用定气，是为中国曆法史上最重大的改革之一。:1004现行農曆使用定气，严格按照太阳黄经确定。
日本舊曆在《寬政曆》及之前都使用平氣，直到《天保曆》（1844）正式改用定气。

## 置闰
夏曆属陰陽曆，置有闰月。夏曆置闰与节气有关，采用无中气置闰法：若一个朔望月中没有中气（双数节气），即为前一个月的闰月。采用平气时，置闰规则简洁。采用定气时，两个中气相距天数不固定，可能短于朔望月，导致一月之内有两个中气，而前一个月或后一个月没有中气，但不予置闰，使得无中气置闰法产生附加规则。置闰规则在改用定气后大为繁复，是清初曆爭中反对用定气註曆的关键原因。
平气和定气还会影响闰月的分布。采用平气平朔时，闰月间相隔32-33个月，较为规律。采用平气定朔时，闰月间相隔31-35个月，多为32-33个月。采用定气时，闰月间相隔27-35个月，多为27-29个月或34-35个月；由于各个中气之间的天数不固定，冬季中气相距时间短，一月之中无中气的情况较罕见，夏季反之，故闰月较少出现在冬季，而以夏季为多。:996